# モーティマー・メンペス

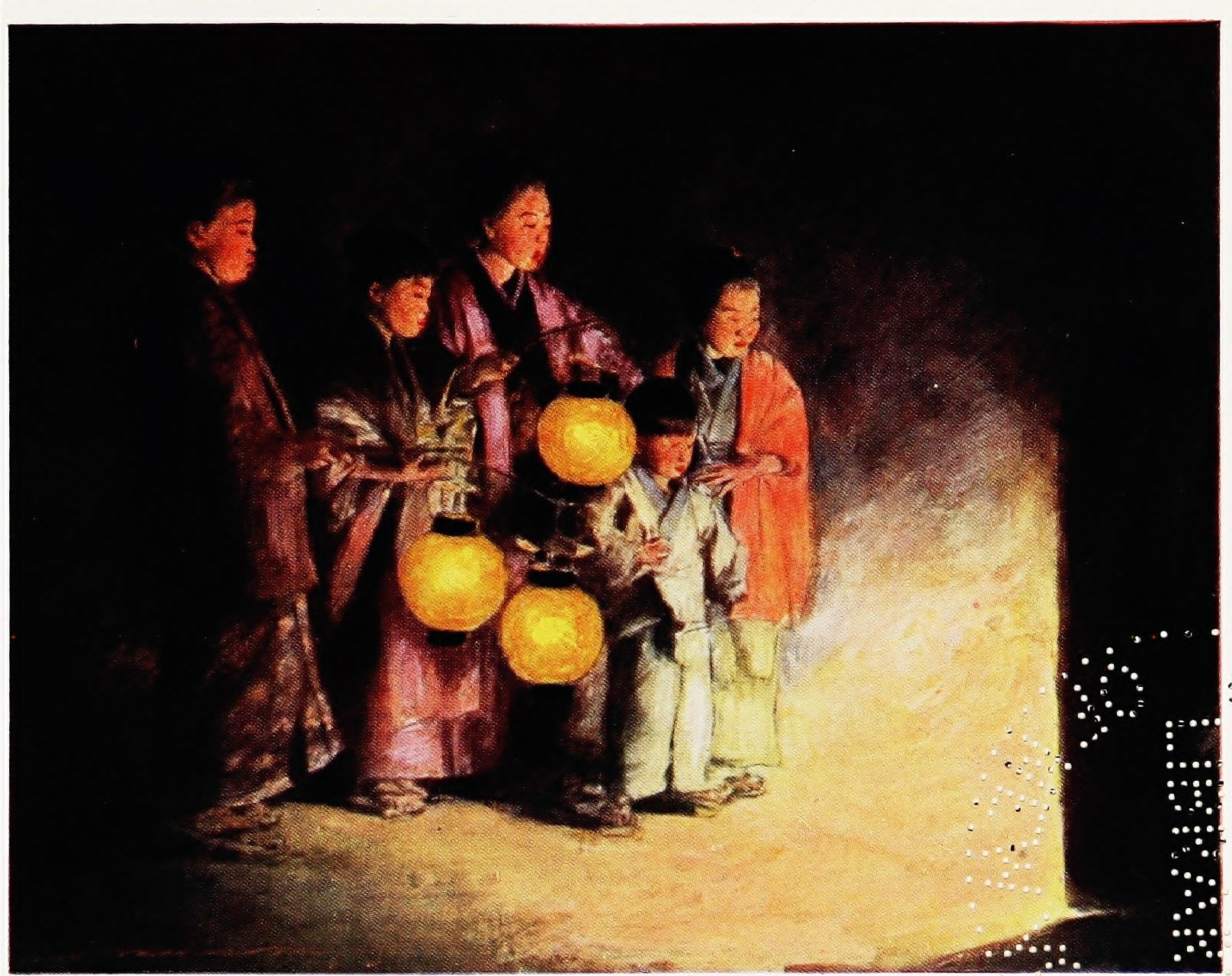
自著"Japan, a record in colour" (1901)より

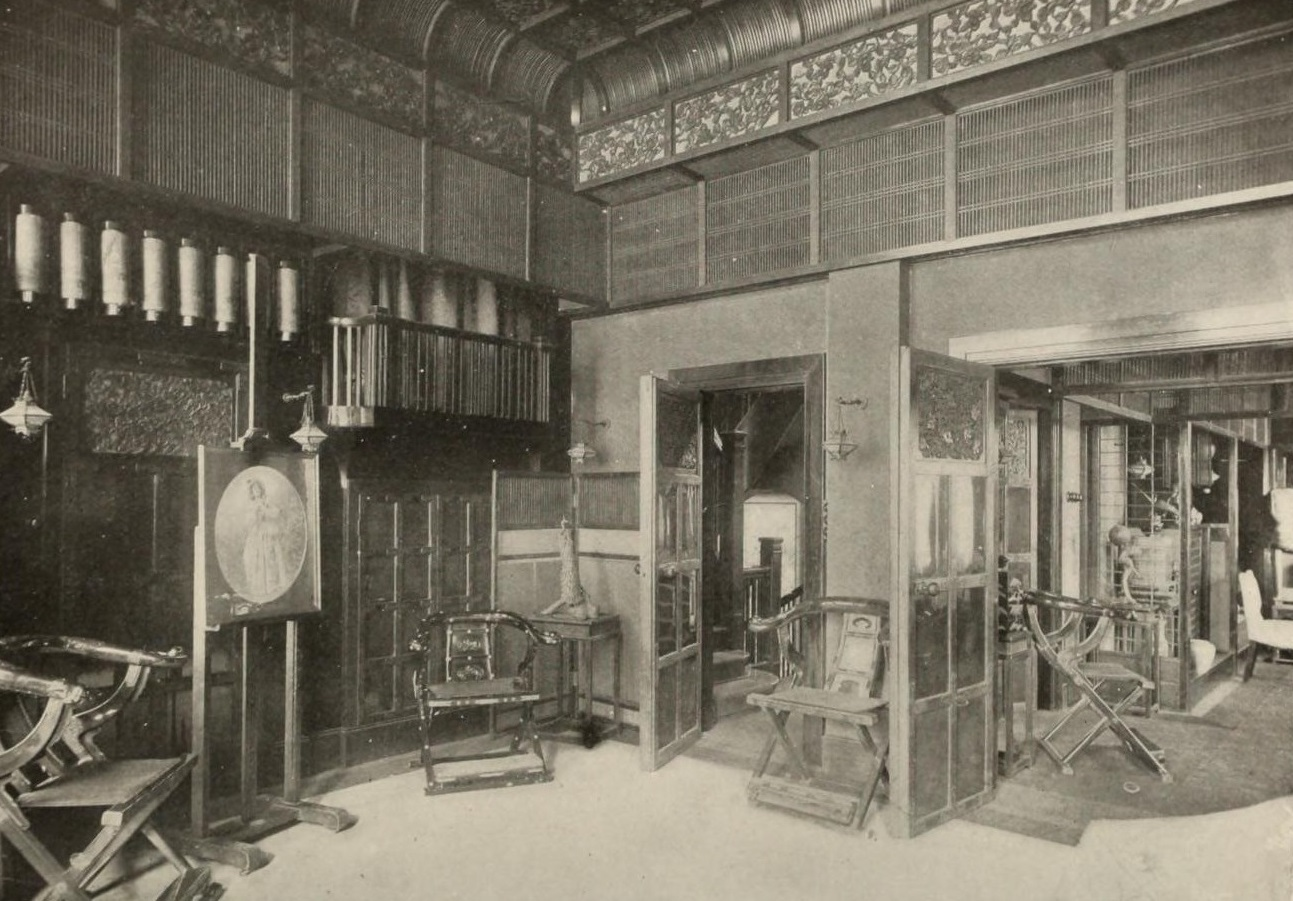
日本風の内装を施した自邸

モーティマー・メンペス（Mortimer Luddington Menpes, 1855年2月22日 - 1938年4月1日）は、オーストラリア出身のイギリスの画家、版画家。ホイッスラー、河鍋暁斎に師事し、イギリスのジャポニズムを牽引した代表格となった。

## 略歴
オーストラリアのアデレード郊外で、不動産開発業者の次男として生まれる。両親はロンドンからの移民で、メンペスが生まれて間もなく火事で不動産を失ったため、建築関連の雑貨商に転業し、1875年に家族とともに帰国し、チェルシー (ロンドン)に居を構えた。メンペスはアデレードのデザイン学校に通ったのち、1878年にエドワード・ポインターが学長を務めるロンドンのロイヤル・カレッジ・オブ・アートで本格的に絵画の勉強を開始する。
1880年にブルターニュへスケッチ旅行した際に、ウォルター・シッカートを通じてホイッスラーと知り合って弟子となり、工房の助手としてエッチングを習い、日本趣味の先駆者でもあったホイッスラーから日本美術の薫陶を受ける。その才能とホイッスラーの推薦により、1880年にはロイヤル・アカデミー・オブ・アーツの夏の展覧会に初めて作品が展示され、その後も常連の展示作家となった。ホイッスラーはオーストラリアから来た新進の画家としてメンペスを大いに後押しし、一時は同居もし、メンペスの次女ドロシーの代父にまでなる仲となった。メンペスは1886年にオスカー・ワイルドの次男の代父になった。
メンペスは1887年に日本を訪問し、翌1888年に日本を題材にした展覧会で大成功をおさめ、19世紀末にイギリスで起こった「エッチング・リバイバル」の主要人物となった。展覧会を見た師匠のホイッスラーは、自分のアイデアを横取りされたと憤慨して険悪な仲となり、1898年に自らが設立した版画家らの協会にもメンペスを参加させなかった。芸術が生活と共にある日本の暮らしに感銘したメンペスは、1899年にロンドンの中心地チェルシーに日本風のインテリアを施した自邸を建設した。
1900年に、週刊誌の戦場画家としてボーア戦争の取材のため南アフリカに派遣され、戦争終結後も1902年から1917年にかけてビルマ、エジプト、インド、中国、日本、カシミール、メキシコ、モロッコ、イタリア、フランス、スペインにも足を延ばし、絵入りの旅行書を数多く出版した。とくに1901年刊の日本旅行記、1903年のエドワード7世のインド皇帝即位式を描いたインド旅行記はベストセラーとなった。1880年から1914年の間に700を超えるエッチングやドライポイントの版画作品を遺した。ホイッスラーが没した翌1904年には、恩師との思い出を綴った『Whistler As I Knew Him』を著した
1909年にロンドンの自邸を売却し、晩年の30年間はバークシャーの小さな村で果樹園「メンペス・フルーツ・ファーム」を経営した。

## 日本との関係
1854年の日本の開国以来、欧州、とくにイギリスとフランスの美術界でジャポニズム熱が高まり、メンペスも1887年に来日し、その暮らしぶりや習慣を活写、社会のあらゆる階層に芸術が浸透し、芸術家や工芸家を尊敬する日本に感銘を受けたという。滞在中はフランシス・ブリンクリーやジョサイヤ・コンドルの浮世絵の師匠でもあった河鍋暁斎を彼らの紹介で訪ね、その手法を学んだ。
帰国後の1888年4月にウエスト・エンド (ロンドン)のボンド・ストリートにあった有名画廊「ダウデスウェルズ・ギャラリー」で「Paintings, drawings and etchings of Japan 」と題した個展を開催し、140点の絵画と40点のエッチングを展示、3日間で全作品が売り切れるほどの盛況となった。メンペスは日本滞在中に日本特有の木工技術や配置バランスを取り入れた200個の額縁を日本の木工職人に作らせており、それをロンドンに送ってホッイスラーの額縁師に金彩色させたものを展覧会でも使用した。この日本風味の額縁に入れた作品を壁に緻密な規則性をもって並べた展示方法も目新しく、雑誌で絵入りで紹介されるほどだった。商業的成功だけでなく批評家からも高評を得て売れっ子画家となったメンペスは、庶民の生活にまで芸術が溶け込んだ日本のようになることを望んで、版画を精力的に作り、誰にでも買いやすいようにと価格も安価にした。
1897年には娘のドロシーとともに日本に8か月滞在し、ロンドンの自邸のための調度や装飾品をデザインし、日本の職人70人に発注した。同年に日本を題材にした2度目の個展を開催し、1899年7月にスローン・ストリートにほど近い25 Cadogans Gardensに日本の装飾で内部をしつらえた自邸をアーサー・ヘイゲイト・マックムードの設計で建て、内装の写真をプロマイドにして知人らに配った。この自邸は1909年に売却され、ピーター・ジョーンズ百貨店の所有物として建物自体は残っているが、内装に使われた装飾品や調度品はオークションにかけられて離散した。（資料によって、建設年を1888年や1889年、売却年を1900年や1907年とするものもある）
1901年にはドロシーと共著で、“Japan: a record in colour” を出版した。同書は19000部を売り、傾きかけていた版元のA & C Black社を再生させた。

## 関連書籍
- 『美の交流 イギリスのジャポニスム』小野文子、技報堂出版、2008年6月[15]